# 田定豐
田定豐（1968年1月24日—），台灣台北人，藝術家、作家。種子音樂創辦人，曾任第55屆廣播金鐘獎評審召集人，現為頌缽療癒師。
他在流行音樂界創立「種子音樂」品牌，合作過上百位歌手，也曾擔任金曲獎與金鐘獎評審。
然而，真正觸動他心靈的，不是舞台上的聚光燈，而是聲音深處的寧靜與震動。他在人生的轉折中，選擇回到本心，將音樂的力量轉化為療癒的頻率。
近年來，他出版了十本書籍包括攝影書、自傳書、小說與創建台灣第一個蔬食米其林的「豐蔬食」評鑑指南。
同時，他致力於聲音療癒的教學與推廣，不僅創建台灣第一套系統化的頌缽線上課程，更成立「初心苑」療癒品牌，打造頌缽證照系統。更將頌缽的教學融合科學、醫學理論知識與技巧的演練，得以被實踐、傳承。他首創「頌缽師徒制」，帶領學員走入實際場域，參與金字塔共振、七脈輪冥想、聲波療癒等..儀式，從操作技法到內在心法的整合。

## 簡介
田定豐小時曾遭酒癮父親家暴，後來父母離異。田定豐曾當過黑手打工賺錢，在26歲成立種子音樂，是台灣當時流行樂壇最年輕的經營者，曾捧紅過張信哲、張清芳、吳克群等許多知名歌手。歷經23年的音樂圈生涯，開始至全世界旅行，開啟人生的自我對話。
近年來，田定豐自流行音樂圈轉身成靈性導師，並成立身心靈療癒品牌，2025年進一步考取英國TQUK國際心理諮詢師。

【品牌與創辦】
・「初心苑」身心靈品牌創辦人
・台灣第一套頌缽線上課程設計者
・「初心苑」頌缽療癒證照系統創建者
・首創頌缽師徒制，實作導向教學引路人
・《豐蔬食評鑑指南》創辦人
・種子音樂創辦人

【專業證照與療癒師資歷】
・TQUK 英國國際心理諮詢師六級證照
・LSIT 認證頌缽音療師
・沐心流頌缽療癒師
・臼井靈氣與聖火 III 靈氣療癒師
・古埃及靈氣療癒師
・金錢靈氣療癒師
・13 月亮曆法初階導師
・輔仁大學產業創新學程助理教授

《節目》
・Podcast《共時好生活》主持人
・人間衛視《藝次元宇宙》主持人

## 著作
- 豐和日麗 攝影詩集，2012 春光，ISBN 9789865922092
- 趨光歲月，2014 遠流，ISBN 9789573273301

- 豐蔬食：超過200道你不知道的人氣蔬食料理推薦！，2020 商周，ISBN 9789864778584
- 豐蔬食2，2021 商周，ISBN 9786263180758
- 讓靈魂活出更好的樣子，2022 商周，ISBN 9786263184190

## 外部連結
- 田定豐官網 （页面存档备份，存于）
- 田定豐FaceBook粉絲專頁
- 田定豐 IG
- 田定豐微博
- 專訪揭開家暴傷痕田定豐：還是會痛
- 策略行銷／行銷高手田定豐 翻轉命運 （页面存档备份，存于）

台灣流行音樂資料庫-資深音樂人 田定豐